# Villafranca in Lunigiana
Villafranca in Lunigiana é uma comuna italiana da região da Toscana, província de Massa-Carrara, com cerca de 4.594 habitantes. Estende-se por uma área de 29,49 km², tendo uma densidade populacional de 158 hab/km². Faz fronteira com Bagnone, Filattiera, Licciana Nardi, Mulazzo, Tresana.

## Demografia
| Variação demográfica do município entre 1861 e 2011                               |
|                                                                                   |
| Fonte: Istituto Nazionale di Statistica (ISTAT) - Elaboração gráfica da Wikipedia |